# أبنر بيبرمان
أبنر بيبرمان (بالإنجليزية: Abner Biberman) مواليد 1 أبريل 1909 في ميلواكي، الولايات المتحدة - الوفاة 20 يونيو 1977 في سان دييغو، هو ممثل ومخرج أمريكي بدأ مسيرته الفنية سنة 1936. امتدت مسيرته الفنية لأكثر من 35 عاما.

## الأعمال
- بالالايكا
- الطريق إلى المغرب
- فيفا زباطة
- 77 سانست ستريب
- بين كيسي
- غان سموك
- هاواي فايف أو

## روابط خارجية
- أبنر بيبرمان على موقع IMDb (الإنجليزية)
- أبنر بيبرمان على موقع ألو سيني (الفرنسية)
- أبنر بيبرمان على موقع أول موفي (الإنجليزية)
- أبنر بيبرمان على موقع قاعدة بيانات برودواي على الإنترنت (الإنجليزية)
- أبنر بيبرمان على موقع قاعدة بيانات الأفلام السويدية (السويدية)
- أبنر بيبرمان على موقع إن إن دي بي (الإنجليزية)
- أبنر بيبرمان على موقع قاعدة بيانات الفيلم (الإنجليزية)
- أبنر بيبرمان على موقع كينوبويسك (الروسية)